# Peugeot Partner
Peugeot Partner (Пежо Партнер)  — компактний фургон, який представляє французький автовиробник Peugeot з 1996 року. В Італії відомий як Peugeot Ranch.

## Перше покоління (M49; 1996-наш час)

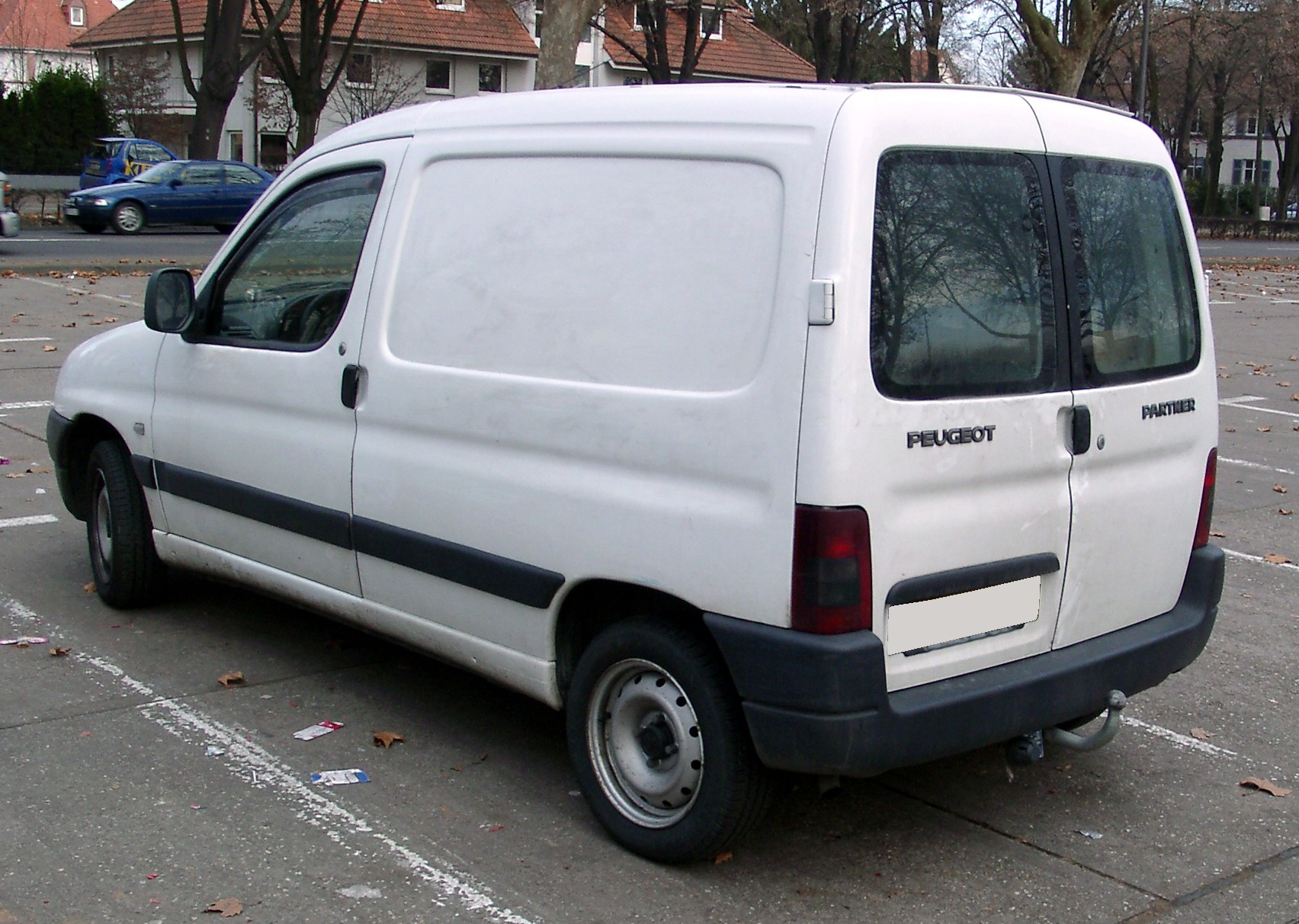
Peugeot Partner I фургон (1996—2002)

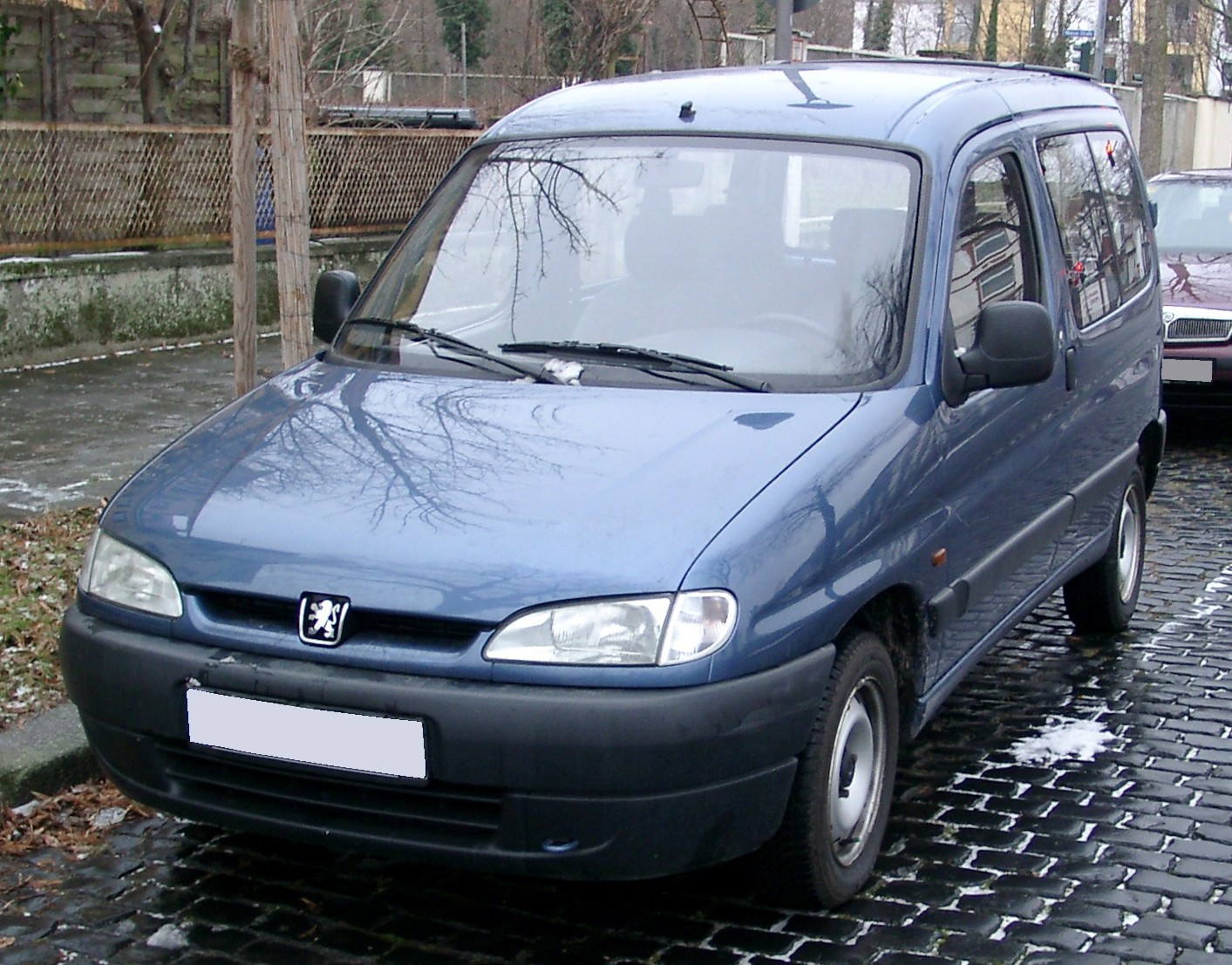
Peugeot Partner I пасажирський (1996—2002)

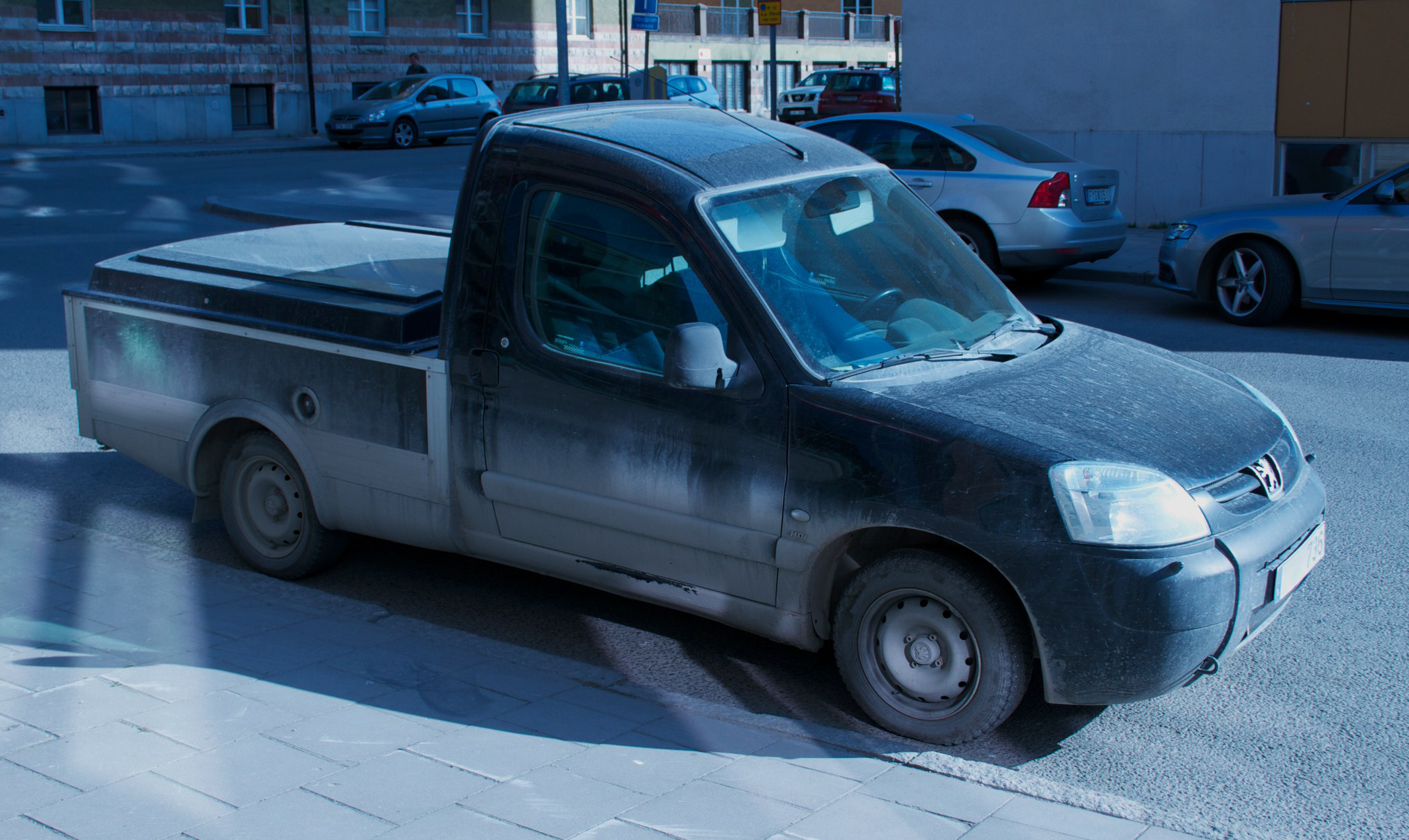
Peugeot Partner I пікап

Вантажопасажирський автомобіль Peugeot Partner з'явився у 1996 році.
Двохоб'ємний, трьохдверний, з габаритами легковика гольф-класу і вантажопідйомністю комерційного фургона, просторим п'ятимісним салоном і величезним багажником - цей автомобіль не можна було зарахувати до жодного з існуючих класів.
Шість років Partner випускався без будь-яких змін, але при цьому не втрачав зацікавленості до себе з боку покупців.

### Рестайлінг 2002

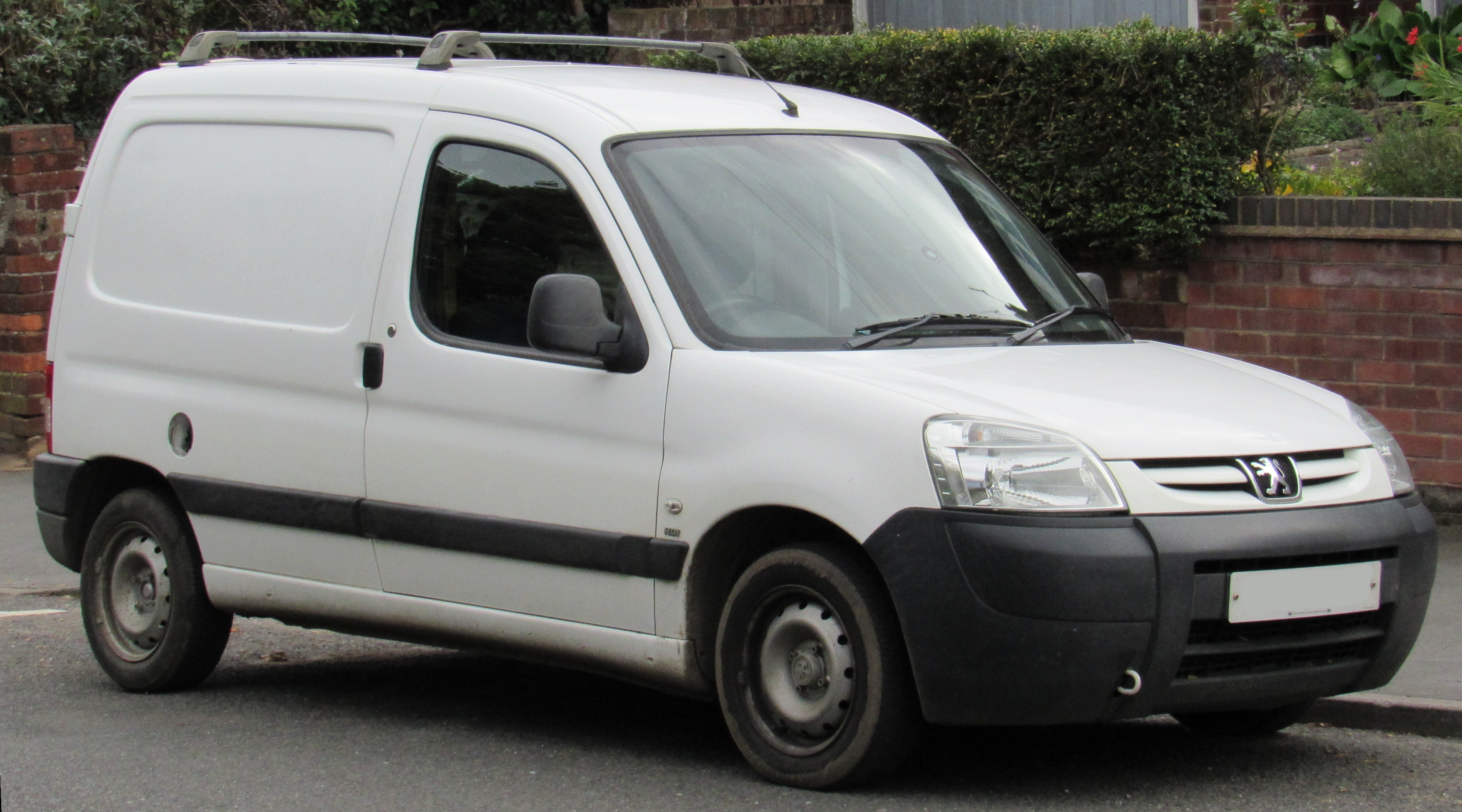
Peugeot Partner I фургон (з 2002)

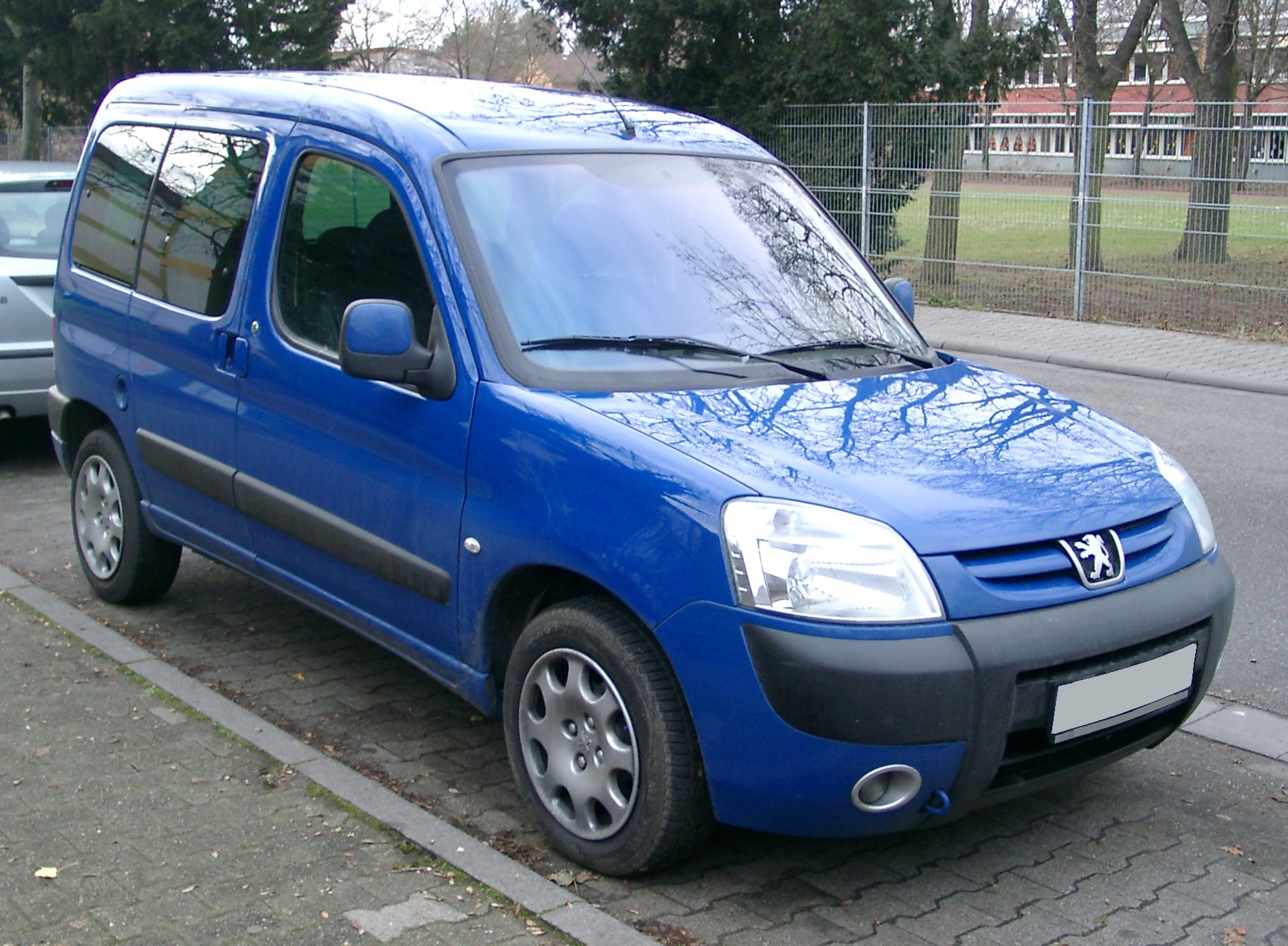
Peugeot Partner I (з 2002)

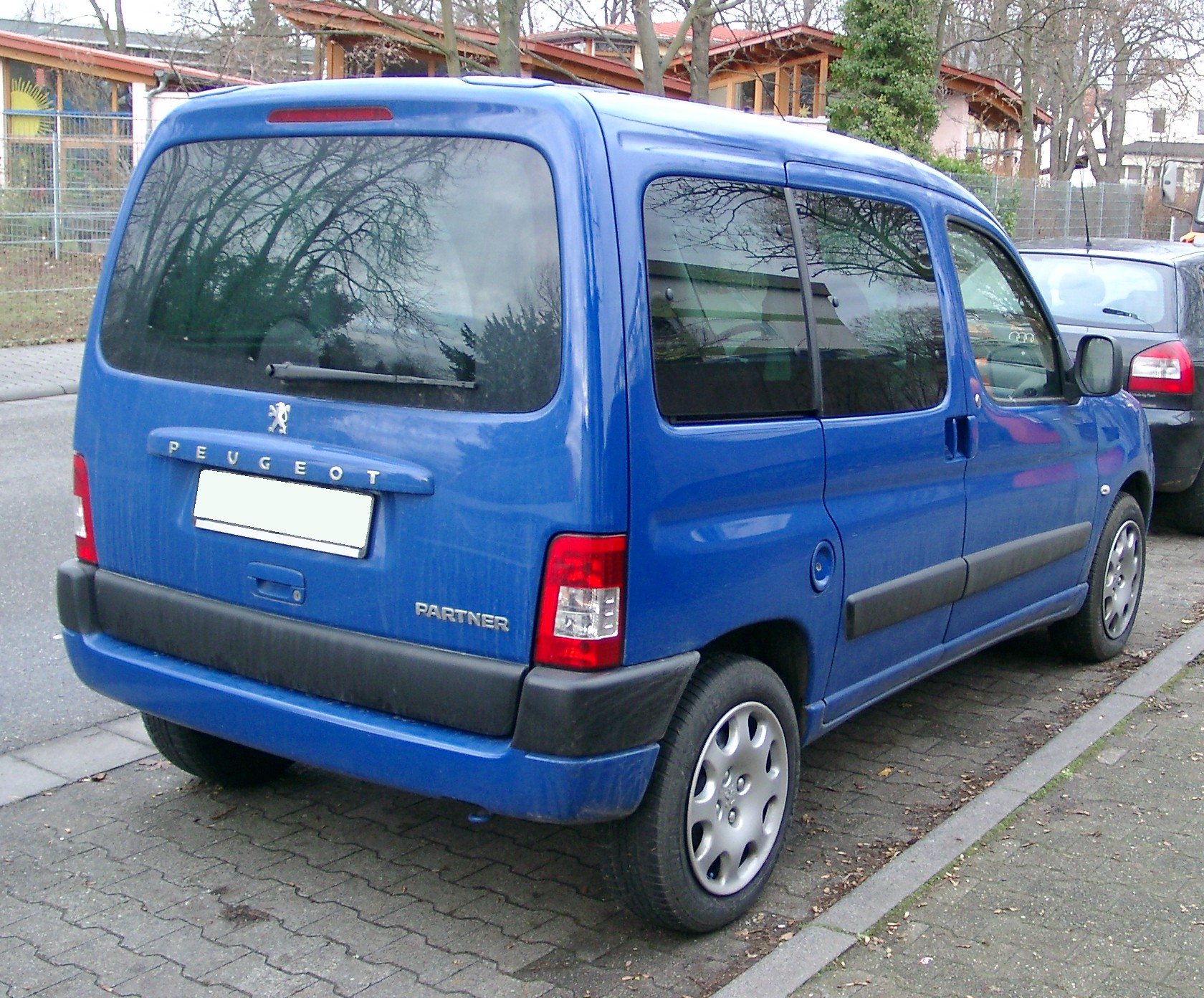
Peugeot Partner I (з 2002)

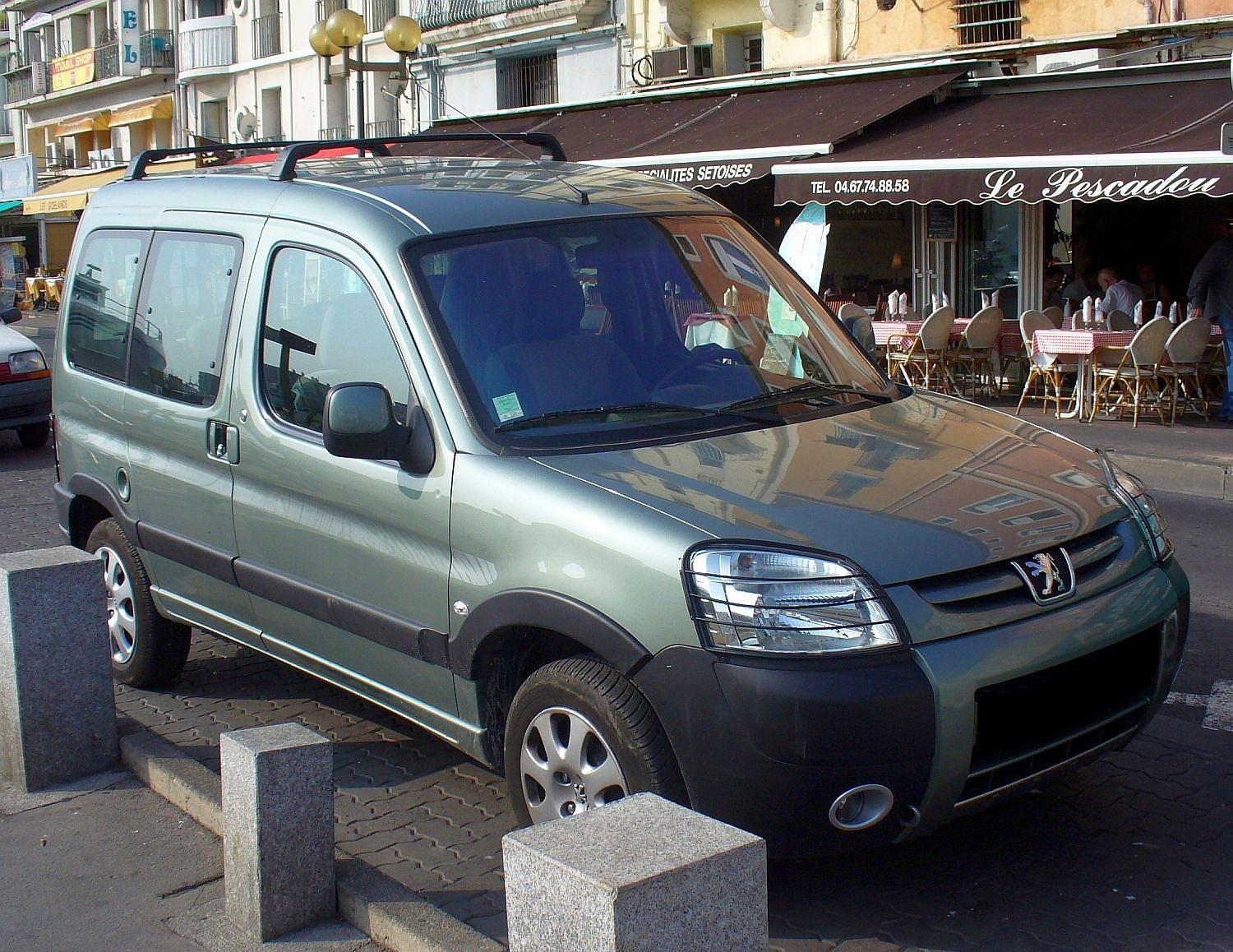
Peugeot Partner I Grande Escapade

Поява нового покоління Peugeot Partner у 2002 році тільки зміцнила позиції цього автомобіля в класі, який він сам і створив. Зміни, що відбулися досить незначні: кузов залишився тим самим, загальне компонування теж. Автомобіль просто ґрунтовно модернізували. Головним елементом екстер'єру став яскраво виражений «кенгурин» переднього бампера, який на дорогих версіях забарвлюється в колір кузова. Автомобіль отримав модернізовану фальшрадіаторну решітку, нові фари і змінену форму передніх крил.
Комбіновані фари з гладкими склами об'єднують всі прилади переднього освітлення: габаритні ліхтарі, вказівники повороту, фари ближнього і дальнього світла.
Збільшені крила і корпуси дзеркал, пофарбовані в колір кузова, надають зовнішньому вигляду автомобіля завершеність.
У новому поколінні Peugeot Partner знайшли відображення найпрогресивніші досягнення науки і техніки. Мультиплексна мережа забезпечує роботу таких систем, як склоочисники, ритм роботи яких залежить від швидкості руху автомобіля; кондиціонер; система плавного увімкнення і вимкнення освітлення; інформаційні дисплеї; адаптивний підсилювач керма; система круїз-контролю і т. д.
За рівнем оснащення новий Partner багато в чому перевершує свого попередника. Базова версія оснащується подушками безпеки для водія і переднього пасажира. Під замовлення пропонуються також і бічні подушки, плюс ремені безпеки з піротехнічним попереднім натягом, кріплення ISOfix для дитячих крісел, додатковий стоп-сигнал і система автоматичного переривання подачі бензину в разі аварії.
У виробничій гамі Peugeot Partner є автомобілі з переднім і повним приводом. Пропонуються кілька версій: 2-місний вантажний фургон вантажопідйомністю 600 або 800 кг, 5-місний вантажо-пасажирський фургон «Combi», 5-місний комфортабельний вантажо-пасажирський фургон «CombiSpace». Останній є зразком практичності і функціональності. Всі версії при рестайлінгу отримали новий інтер'єр.
Обід керма став пухкішим і м'яким, з'явилася нова панель приладів і центральна консоль. На більш дорогих версіях панель має двоколірну оббивку.
У центрі приладової панелі розташований дисплей електронного годинника і аудіосистеми. Вона оснащена дисплеєм, на який при запуску двигуна виводиться інформація про пробіг, що залишається до чергового технічного обслуговування, і про рівень моторного масла.
Рульове колесо зменшеного діаметра, поряд з традиційними важелями, має пульти системи круїз-контролю і дистанційного управління аудіосистемою.
Збільшилася кількість місць для зберігання різних предметів. На додаток до всіх кишень і ніш, що були у попередньої моделі, новий Partner має ще висувний ящик під сидінням водія, а також невеликі схованки під ногами задніх пасажирів. Плюс три утримувача для банок з напоями, знімну попільничку і розетку на 12 В.
Габарити Peugeot Partner (4,11 х 1,79 х 1,8 м) дозволили створити чудовий салон з п'ятьма повноцінними сидіннями і великим простором для багажу. Відсувні двері і відкидні спинки передніх сидінь забезпечують вільний доступ до задніх сидінь. Але доступ на задні сидіння здійснюється не тільки через зсувні двері праворуч, але і через передні двері. При необхідності перевезти щось громіздке, можна скласти задні сидіння і вийде багажне відділення з плоскою підлогою об'ємом 2,8 м³. Вантажний відсік відокремлений сіткою, а ще в ньому є шторка, що приховує вміст багажника від сторонніх поглядів.
З лінійки силових агрегатів зник найслабший двигун об'ємом 1,1 літр. Тепер під капотом Partner може знаходитися один з наступних агрегатів: бензиновий об'ємом 1,4 л або 1,6 л, дизельний об'ємом 1,9 л / 69 к.с. або 2,0 літровий HDI потужністю 90 к.с. з системою впорскування палива «Common Rail». Бездоганна поведінка автомобіля в русі пояснюється, зокрема, досконалістю його ходової частини. Передній міст оснащений стійками типу «Макферсон» і стабілізатором поперечної стійкості. Задня підвіска включає в себе два поперечно розташованих торсіони, стабілізатор поперечної стійкості і похило розташовані амортизатори.
Топ-версія Ushuaia відрізняється від базової модифікації ґратами на фарах і задніх ліхтарях, збільшеним дорожнім просвітом, захистом картера двигуна і диференціалом підвищеного тертя в приводі передніх коліс. Останній перетворює Partner в автомобіль, який може без проблем їздити і по глибокому снігу, і по піщаних пляжах.

### Рестайлінг 2004
У 2004 році так само були проведені незначні косметичні зміни з якими автомобіль випускається по теперішній час. Після виходу другого покоління (B9) класичний Partner отримав назву Origin. На сьогодні модель має наступну гаму двигунів: бензинові 1.4 (75 к.с.), 1.6 (109 к.с.); дизельні 1.9 (атмосферник) (70 к.с.), 1.6HDI (90 к.с.). Проте найбільш поширені 1.4 (TU3) і дизель 1.9 (DW8B). Останній взагалі вважається одним із найбільш надійних і економічних дизелів-атмосферників, що безсумнівно перекриває його не надто видатну динаміку.

### Двигуни

#### Бензинові
| Модель                                                     | Об'єм см³ | Потужність к.с. (кВт) при об/хв | Крутний момент Нм при об/хв | Код двигуна Циліндри | Клапанний механізм/ Кількість клапанів | Розгін (с) 0-100 км/год | Максимальна шидкість км/год | Витрата пального (л/100 км) середня |
| ---------------------------------------------------------- | --------- | ------------------------------- | --------------------------- | -------------------- | -------------------------------------- | ----------------------- | --------------------------- | ----------------------------------- |
| 1.1 i                                                      | 1124      | 60 (44)/5500                    | 94/3400                     | TU1 Р4               | OHC/8                                  | 21,6                    | 140                         | 7,5                                 |
| 1.4 i                                                      | 1360      | 75 (55)/5500                    | 120/3400                    | TU3 Р4               | OHC/8                                  | 17,5                    | 148                         | 7,5                                 |
| 1.4 i GNV*                                                 | 1360      | 75 (55)/5500                    | 120/3400                    | TU3 Р4               | OHC/8                                  | 17,5                    | 148                         | 7,5                                 |
| 1.6 i 16v                                                  | 1587      | 109 (80)/5750                   | 147/4000                    | TU5 Р4               | DOHC/16                                | 12,2                    | 170                         | 7,4                                 |
| 1.8 i                                                      | 1761      | 90 (66)/5000                    | 147/2600                    | XU7 Р4               | OHC/8                                  | 14,4                    | 160                         | 8,9                                 |
| * Може працювати на стиснутому природному газі або бензині |           |                                 |                             |                      |                                        |                         |                             |                                     |

#### Дизельні
| Модель  | Об'єм см³ | Потужність к.с. (кВт) при об/хв | Крутний момент Нм при об/хв | Код двигуна Циліндри | Клапанний механізм/ Кількість клапанів | Розгін (с) 0-100 км/год | Максимальна шидкість км/год | Витрата пального (л/100 км) середня |
| ------- | --------- | ------------------------------- | --------------------------- | -------------------- | -------------------------------------- | ----------------------- | --------------------------- | ----------------------------------- |
| 1.6 HDI | 1560      | 75 (55)/4000                    | 170/1750                    | DV6 Р4               | DOHC/16                                | 15,4                    | 150                         | 5,4                                 |
| 1.6 HDI | 1560      | 90 (66)/4000                    | 215/1750                    | DV6 Р4               | DOHC/16                                | 12,9                    | 160                         | 5,4                                 |
| 1.8 D   | 1769      | 60 (44)/4600                    | 112/2000                    | XUD7 Р4              | OHC/8                                  | 25,6                    | 135                         | 7,3                                 |
| 1.9 D   | 1905      | 69 (51)/4600                    | 120/2000                    | XUD9 Р4              | OHC/8                                  | 20,1                    | 142                         | 7,0                                 |
| 1.9 D   | 1867      | 69 (51)/4600                    | 125/2500                    | DW8 Р4               | OHC/8                                  | 19,9                    | 142                         | 6,9                                 |
| 2.0 HDI | 1997      | 90 (66)/4000                    | 205/1900                    | DW10 Р4              | OHC/8                                  | 13,4                    | 160                         | 5,7                                 |

### Безпека
За результатами краш-тесту проведого в 2004 році за методикою Euro NCAP Citroën Berlingo, аналог Peugeot Partner, отримав чотири зірки за безпеку, що є непоганим результатом. При цьому за захист пасажирів він отримав 26 балів, за захист дітей 27 балів, а за захист пішоходів 10 балів.
| Euro NCAP | Рейтинг   |
| --------- | --------- |
| Пасажири: | 4/5 зірок |
| Діти:     | 3/5 зірок |
| Пішоходи: | 2/4 зірки |

## Друге покоління (B9; 2008-наш час)

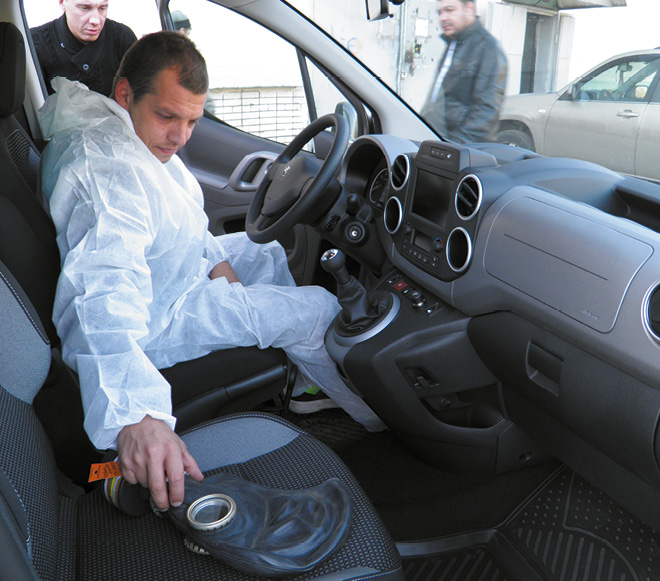

Друге покоління Peugeot Partner (кузов B9) яке було офіційно представлено в січні 2008 року, дебютувало на Женевському автосалоні в березні 2008 року.
Автомобіль суттєво відрізняється від свого попередника за всіма параметрами. Це не рестайлінг старої, а абсолютно нова модель. Задня підвіска вже не торсіонна як в Partner Origin, а звичайна пружна балка на пружинах, тобто як у типовому легковому авто. Це забезпечує більший комфорт і плавність ходу, але вантажні характеристики зменшилися. Однак можна сказати, що цей недолік компенсується більшим ніж в Origin вантажним простором. Пасажирська версія фургона називається Tepee. Дана модель теж має «двійника» - Citroen Berlingo 2.
Загальний об'єм вантажного відділення доведений до 3,3 кубометра, а вантажопідйомність - до 850 кг. Складане переднє сидіння Multi-Flex в складеному стані дозволяє збільшити вантажний простір до 3,7 м3, а завантажувальну довжину з 1,8 м до 3 м. Крім звичайної є ще подовжена версія довжиною 4628 мм, Загальний об'єм вантажного відділення якої становить 3,7 м3, а при складеному передньому сидінні 4,1 м3.

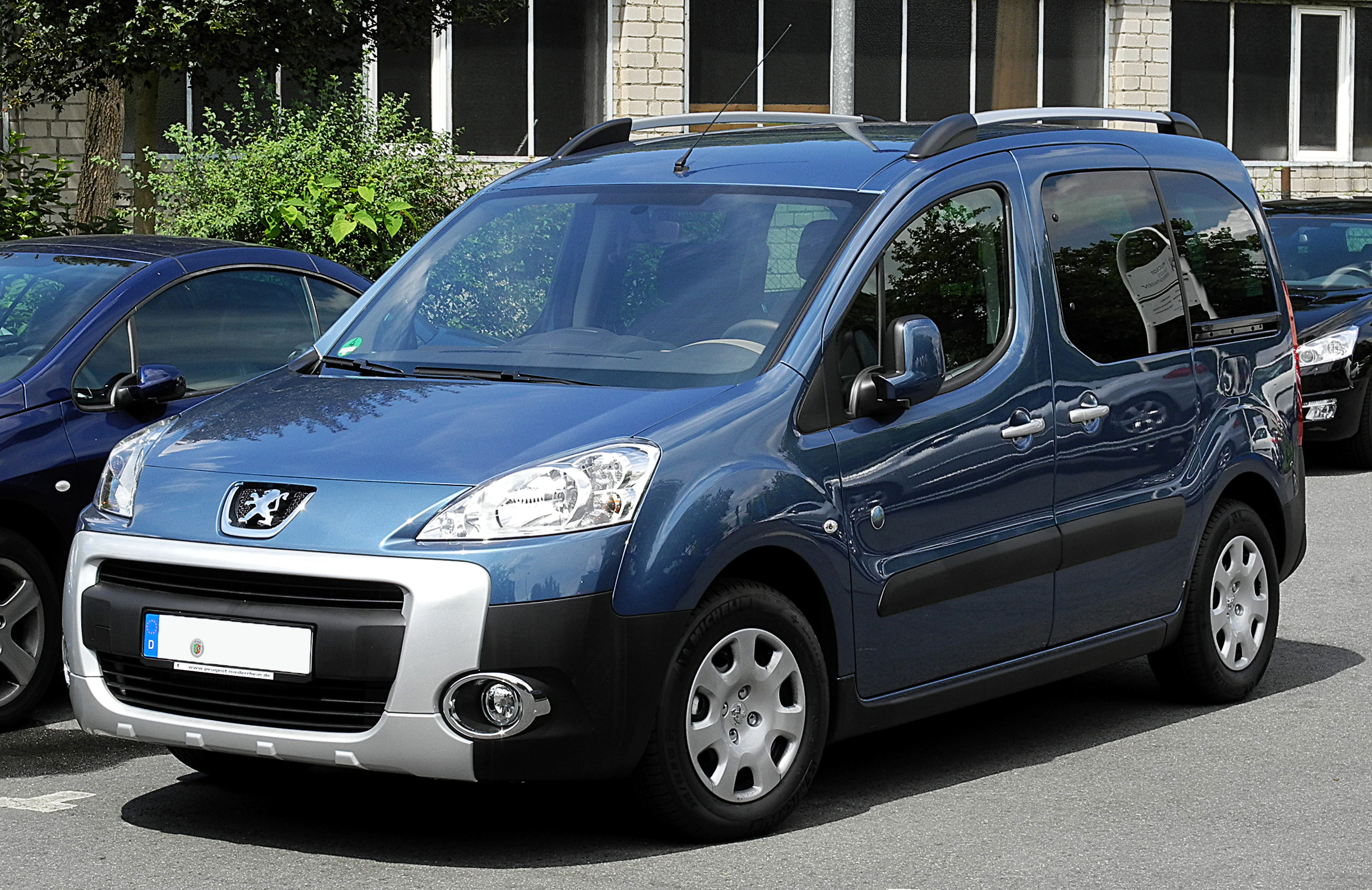
Peugeot Partner Tepee Outdoor (2008-2012)
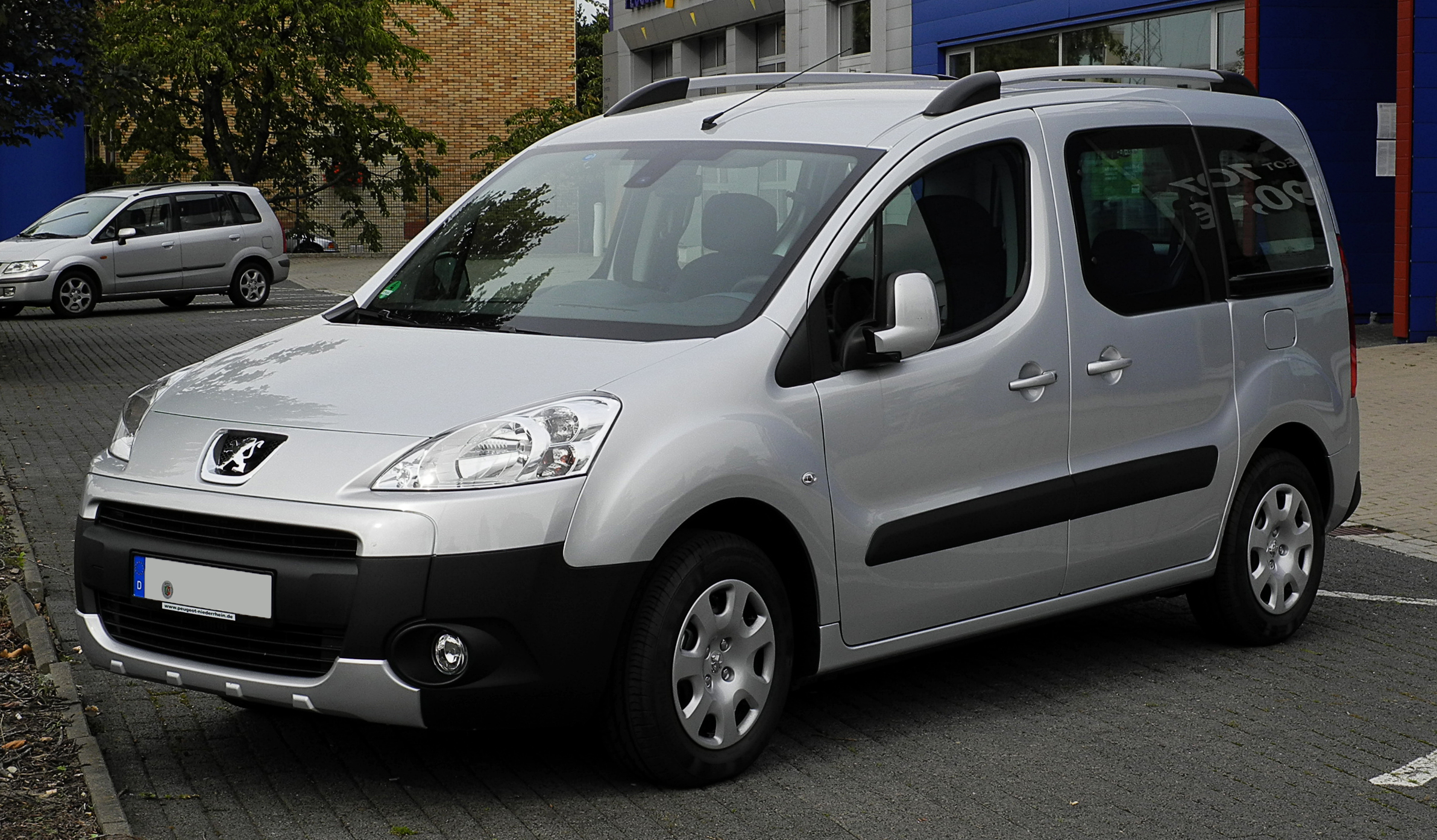
Peugeot Partner Tepee (2008-2012)
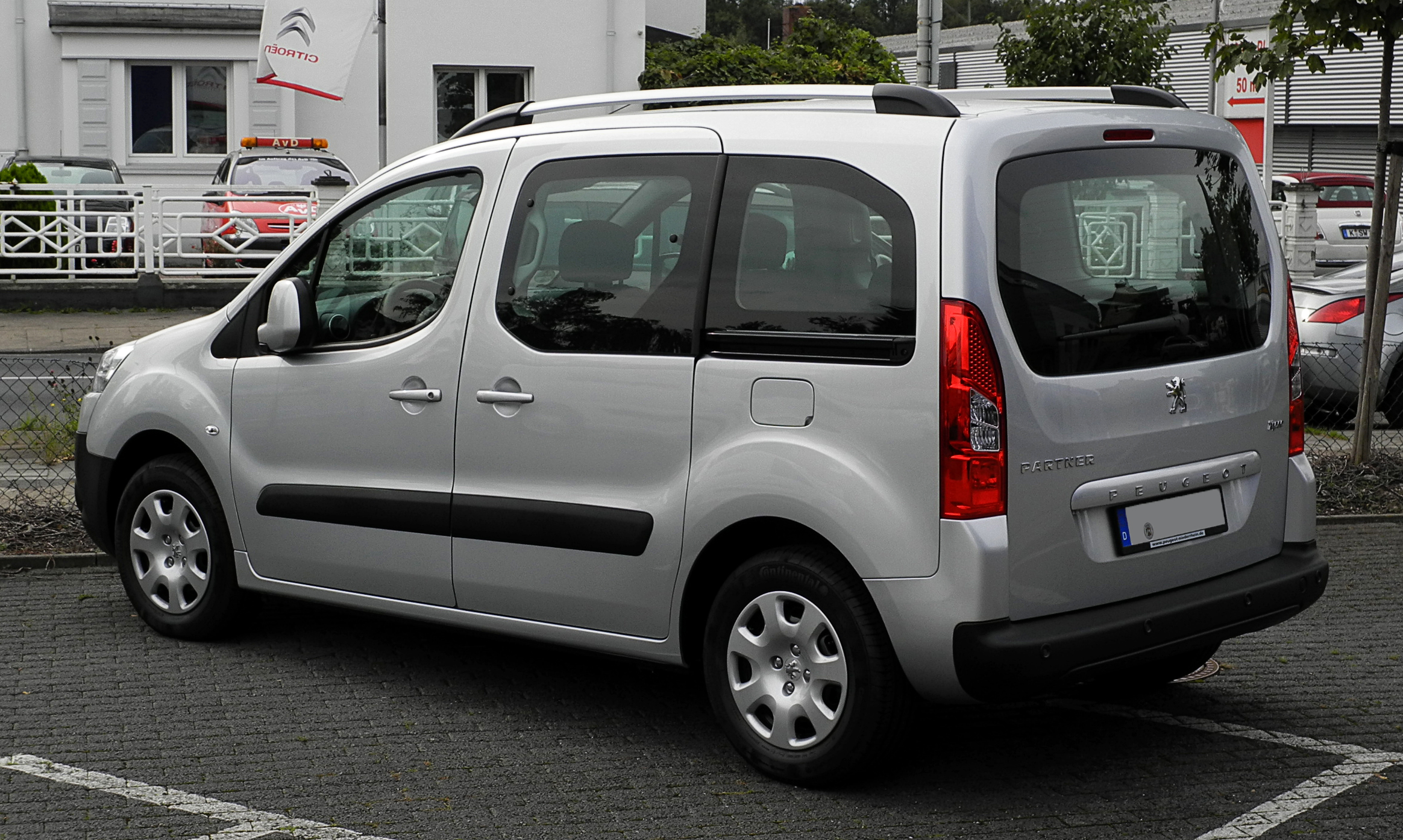
Peugeot Partner Tepee (2008-2012)

У 2012 році модель модернізували, змінивши передню частину і оснащення.

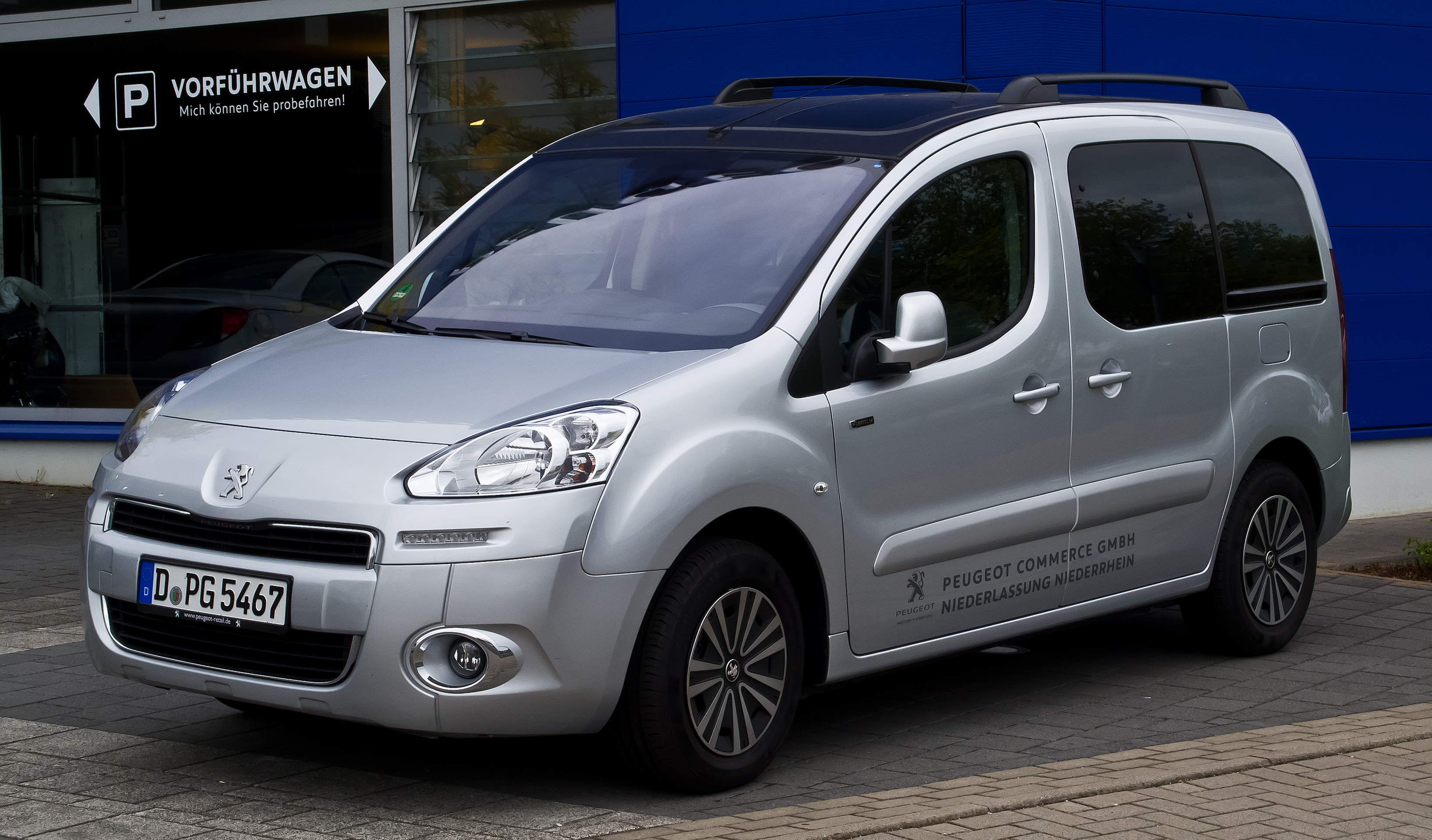
Peugeot Partner Tepee (2012-2015)
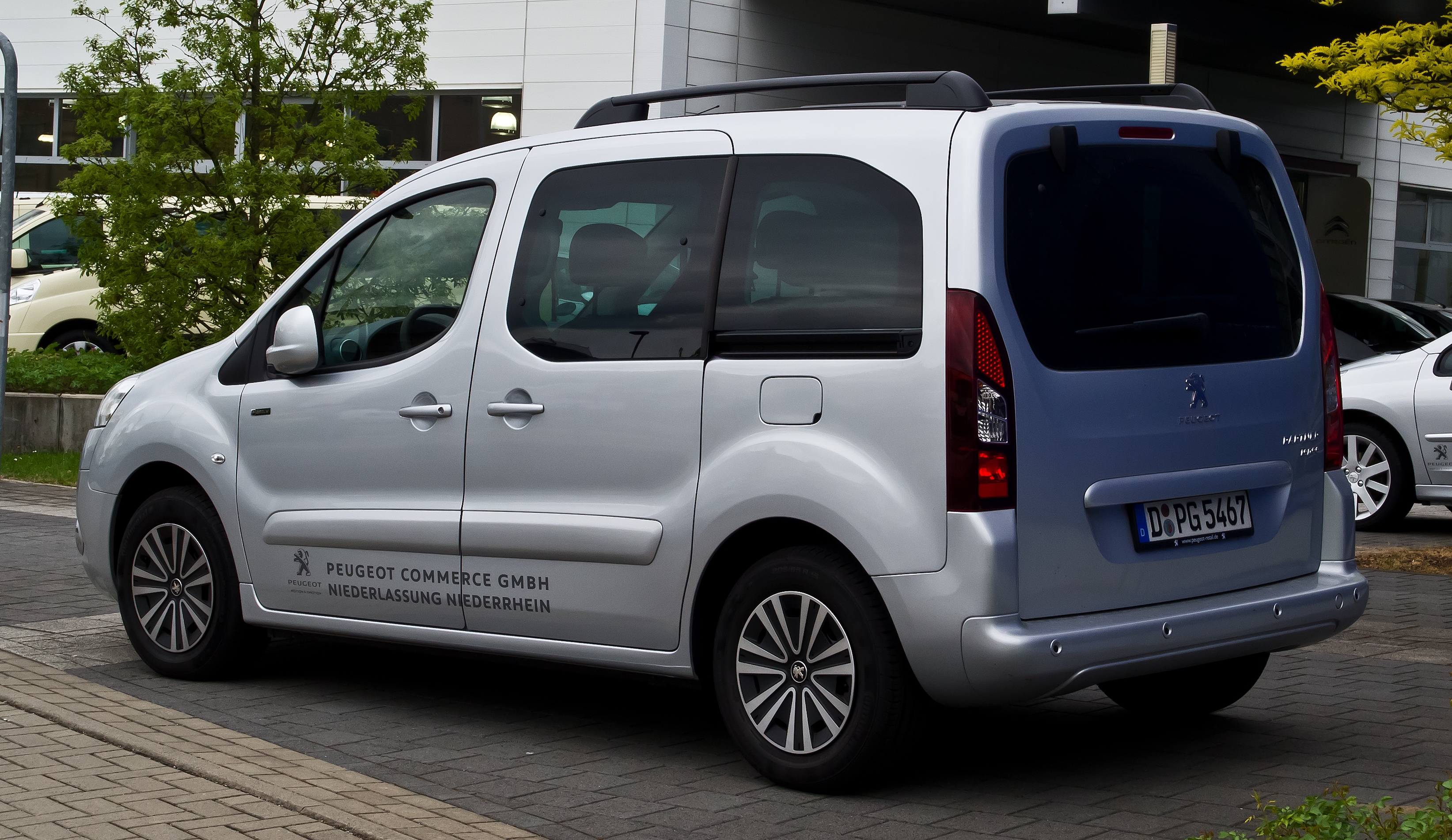
Peugeot Partner Tepee (2012-2015)
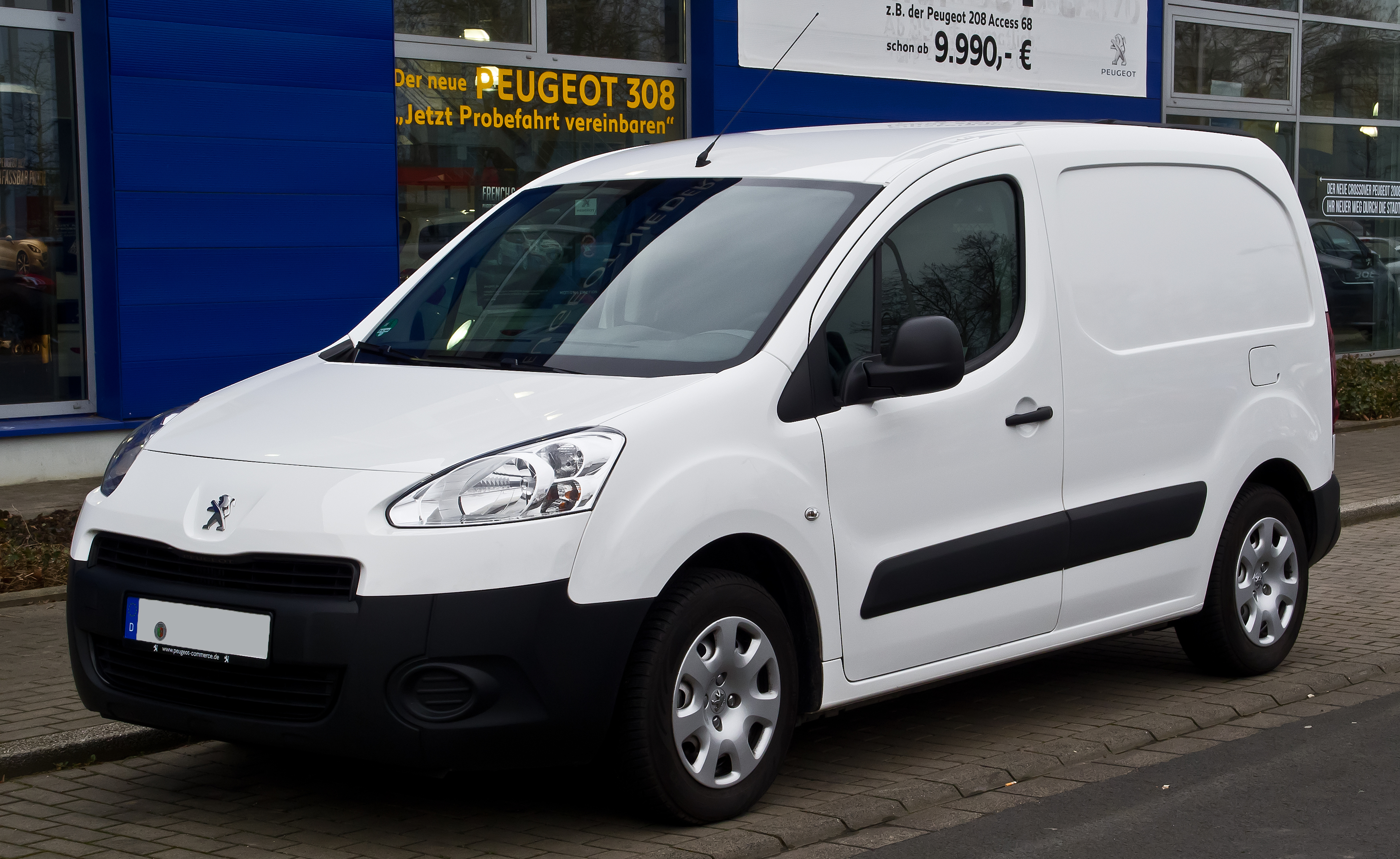
Peugeot Partner II (2012-2015)
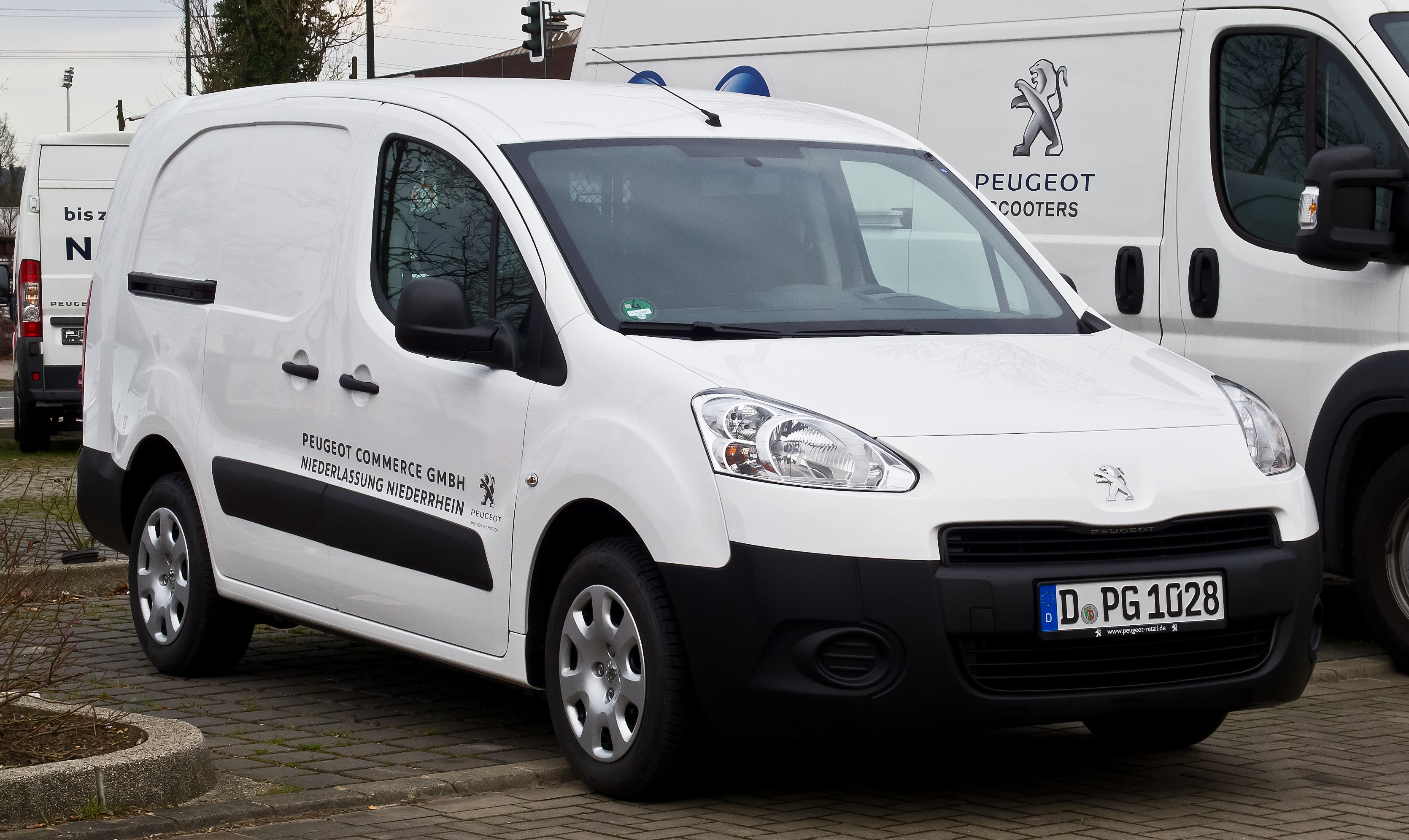
Peugeot Partner II Maxi (2012-2015)

### Фейсліфтинг 2015

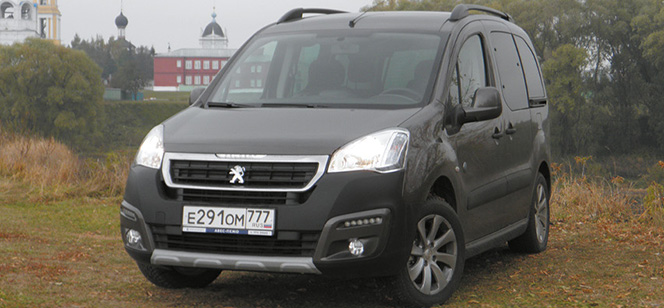
Peugeot Partner Tepee (з 2015)

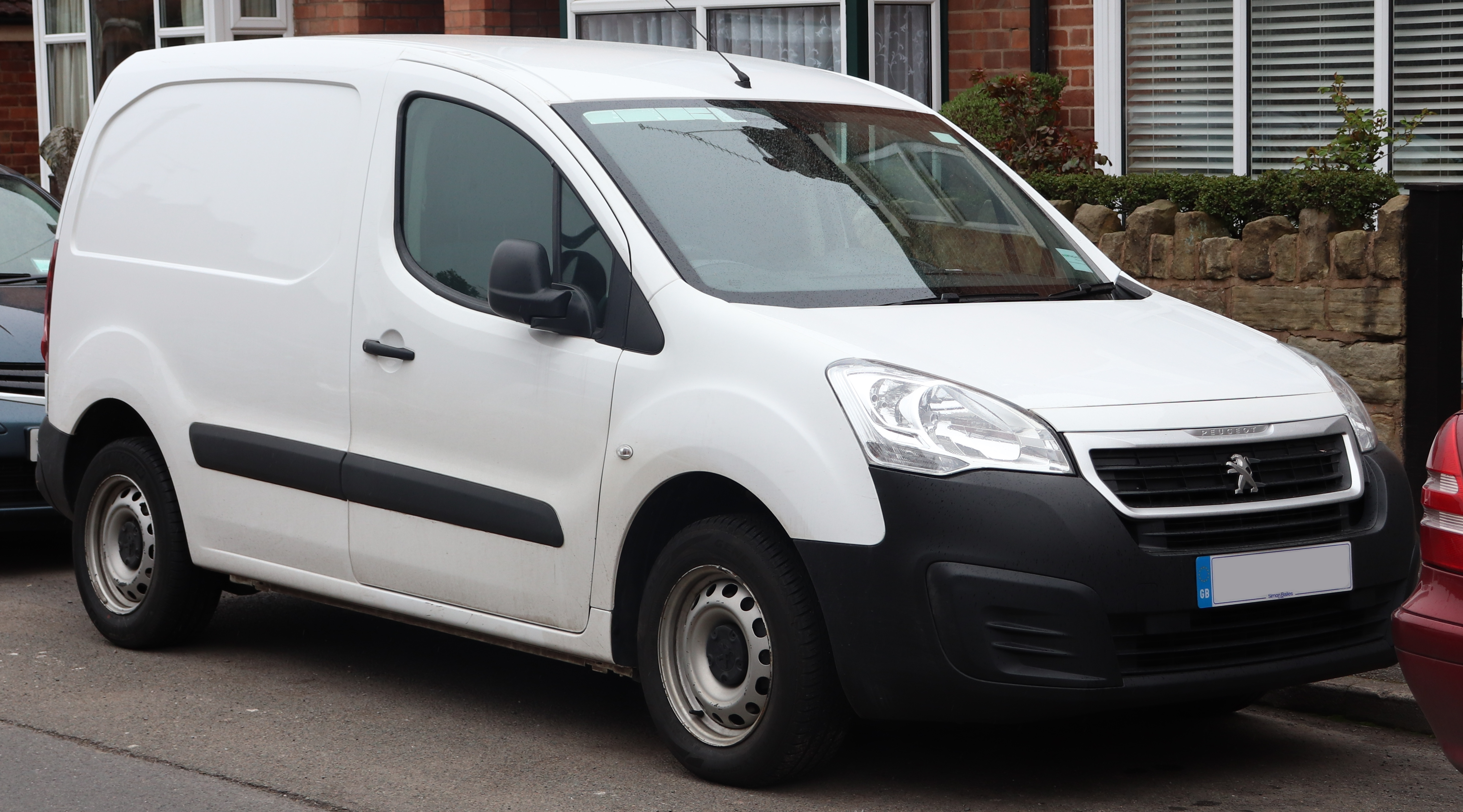
Peugeot Partner (з 2015)

Редизайн 2015 року удосконалив цей автомобіль і обладнав його Euro6 двигуном і новітнім обладнанням. Peugeot Partner доступний в модифікаціях: S, SE і Professional. Ці моделі доступні з 2 видами довжини кузова - звичайною L1 і подовженою L2. Зазвичай, обидві довжини кузова розміщені на однаковій колісній базі. L2, також, доступний як пасажирський мінівен з більш широкими задніми сидіннями. Більшість моделей Partner оснащені 1,6-літровим дизельним двигуном PSA, потужністю 76 к.с. і доповнені системою «старт-стоп» для кращої економії палива. Також, Партнер може бути оснащений 1,4 або 1,6-літровими бензиновими двигунами, потужністю 93 і 101к.с. Всі автомобілі передньопривідні і працюють в парі з 5-ступінчастою коробкою передач, хоча, як опція доступна автоматична 6-ступінчаста коробка передач.

### Двигуни

#### Бензинові
| Двигун      | Об'єм см³ | Потужність к.с. (кВт) при об/хв | Крутний момент Нм при об/хв | Розміщення і кількість циліндрів | Клапанний механізм/ Кількість клапанів | Розгін (с) 0-100 км/год | Максимальна шидкість км/год | Витрата пального (л/100 км) місто/шосе/середня | Роки виробництва |
| ----------- | --------- | ------------------------------- | --------------------------- | -------------------------------- | -------------------------------------- | ----------------------- | --------------------------- | ---------------------------------------------- | ---------------- |
| 1.6 16v 90  | 1587      | 90 (66)/5500                    | 132/2500                    | Р4                               | DOHC/16                                | 15,3                    | 159                         | 10,8/6,8/8,2                                   | 2008-2010        |
| 1.6 16v 98  | 1589      | 98 (72)/6000                    | 152/3500                    | Р4                               | DOHC/16                                | 13,8                    | 162                         | 9,6/5,7/7,1                                    | з 2010           |
| 1.6 16v 110 | 1587      | 109 (80)/5800                   | 147/4000                    | Р4                               | DOHC/16                                | 14,0                    | 169                         | 10,8/6,8/8,2                                   | 2008-2009        |
| 1.6 16v 120 | 1589      | 120 (88)/6000                   | 160/4250                    | Р4                               | DOHC/16                                | 12,0                    | 177                         | 9,6/6,0/7,3                                    | з 2009           |

Двигун 1,6 16V 120 замінив попередній 1,6 16V 110, а двигун 1,6 16V 98 замінив попередній 1,6 16V 90.

#### Дизельні
| Двигун          | Об'єм см³ | Потужність к.с. (кВт) при об/хв | Крутний момент Нм при об/хв    | Розміщення і кількість циліндрів | Клапанний механізм/ Кількість клапанів | Розгін (с) 0-100 км/год | Максимальна шидкість км/год | Витрата пального (л/100 км) місто/шосе/середня | Роки виробництва |
| --------------- | --------- | ------------------------------- | ------------------------------ | -------------------------------- | -------------------------------------- | ----------------------- | --------------------------- | ---------------------------------------------- | ---------------- |
| 1.6 HDI 75 FAP* | 1560      | 75 (55)/4000                    | 185/1750                       | Р4                               | DOHC/16                                | 17,1                    | 152                         | 7,0/5,0/5,7                                    | з 2008           |
| 1.6 HDI 90      | 1560      | 90 (66)/4000                    | 215/1750                       | Р4                               | DOHC/16                                | 14,3                    | 161                         | 7,0/5,0/5,7                                    | 2008-2010        |
| 1.6 HDI 90 FAP  | 1560      | 92 (68)/4000                    | 230/1750                       | Р4                               | DOHC/8                                 | 14,3                    | 162                         | 6,2/4,8/5,3                                    | з 2010           |
| 1.6 HDI 110 FAP | 1560      | 109 (80)/4000                   | 240/2000                       | Р4                               | DOHC/16                                | 12,5                    | 173                         | 6,8/4,9/5,6                                    | 2008-2010        |
| 1.6 HDI 110 FAP | 1560      | 112 (82)/4000                   | 240/2000 260/2000 з овербустом | Р4                               | DOHC/16                                | 12,5                    | 173                         | 6,8/4,9/5,6                                    | 2010-2012        |
| 1.6 HDI 115 FAP | 1560      | 115 (84)/3600                   | 240/1500                       | Р4                               | DOHC/8                                 | 12,5                    | 172                         | 5,8/4,7/5,1                                    | з 2012           |
| * з 2010 з FAP  |           |                                 |                                |                                  |                                        |                         |                             |                                                |                  |

Двигуни 1,6 л з максимальною потужністю понад 100 к.с. (бензинові і дизельні) доступні тільки в пасажирських моделях.

### Безпека
За результатами краш-тесту проведого в 2008 році за методикою Euro NCAP Citroën Berlingo, аналог Peugeot Partner, отримав чотири зірки за безпеку. При цьому за захист пасажирів він отримав 27 балів, за захист дітей 39 балів, а за захист пішоходів 10 балів.
| Euro NCAP | Рейтинг   |
| --------- | --------- |
| Пасажири: | 4/5 зірок |
| Діти:     | 4/5 зірок |
| Пішоходи: | 2/4 зірки |

### Partner Tepee
Як видно з назви, мінівен Peugeot Partner Tepee створений на основі фургону Partner. У 2015 році світ побачила оновлена версія другого покоління. Практичний мінівен доступний лише у двох комплектаціях: Active і Allure. Базова Active постачається зі сталевими дисками коліс, п’ятьма сидіннями та CD-програвачем. Топові моделі Allure отримали: 16-дюймові литі диски коліс, DAB радіо, круїз-контроль, двозонний кондиціонер, інформаційно-розважальну систему «MirrorLink» з сенсорним екраном. Про безпеку покликані подбати активні передні підголівники, антиблокувальна гальмівна система, система розподілу гальмівних зусиль, система допомоги при екстреному гальмуванні, подушки водія та пасажира. Вражаючий скляний дах «Zenith» пропонується як опція, додаючи 94 літри простору. 

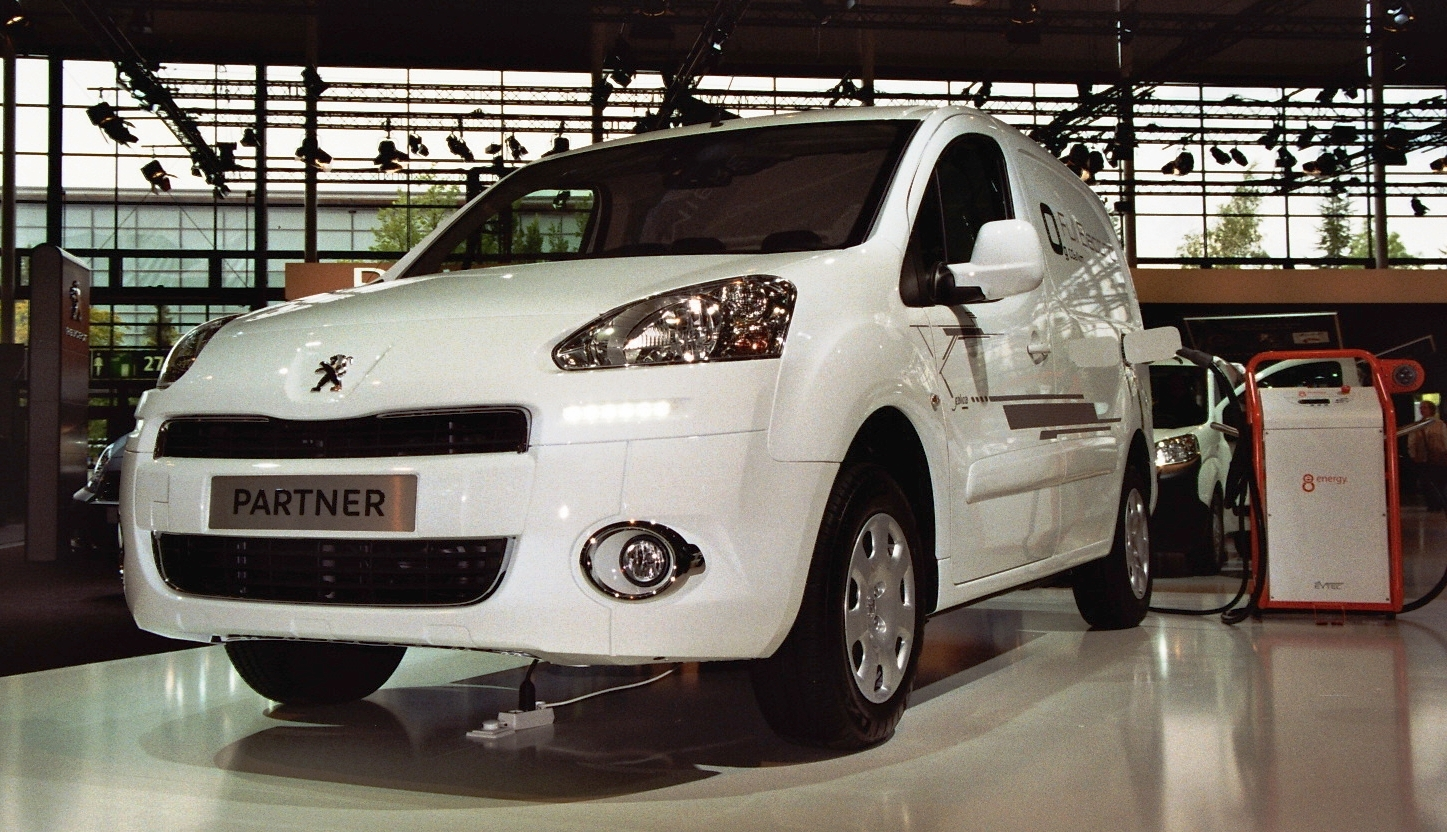
Peugeot Partner electric

### Partner electric
На автомобільній виставці в Ганновері (Німеччина) в 2012 році представлено фургон Peugeot Partner electric.
Partner Electric оснащений синхронним електричним тяговим двигуном постійного струму, який розвивав максимальну потужність 66 к.с. (49 кВт) і 200 Нм крутного моменту, споживаючи літій-іонний акумулятор ємністю 22,5 кВт-год, який перевозив під транспортним засобом. підлогу, максимально збільшуючи пасажирський і вантажний простір. Загальний орієнтовний запас ходу становить 171 км за новим європейським циклом водіння. Максимальна швидкість становить 110 км/год. Електромобілі оснащені двома вхідними отворами для зарядки автомобіля: портом швидкої зарядки CHAdeMO DC над одним заднім колесом, який замінює паливний отвір, і роз’ємом типу 2 над одним переднім колесом.

## Третє покоління (K9; 2018-наш час)

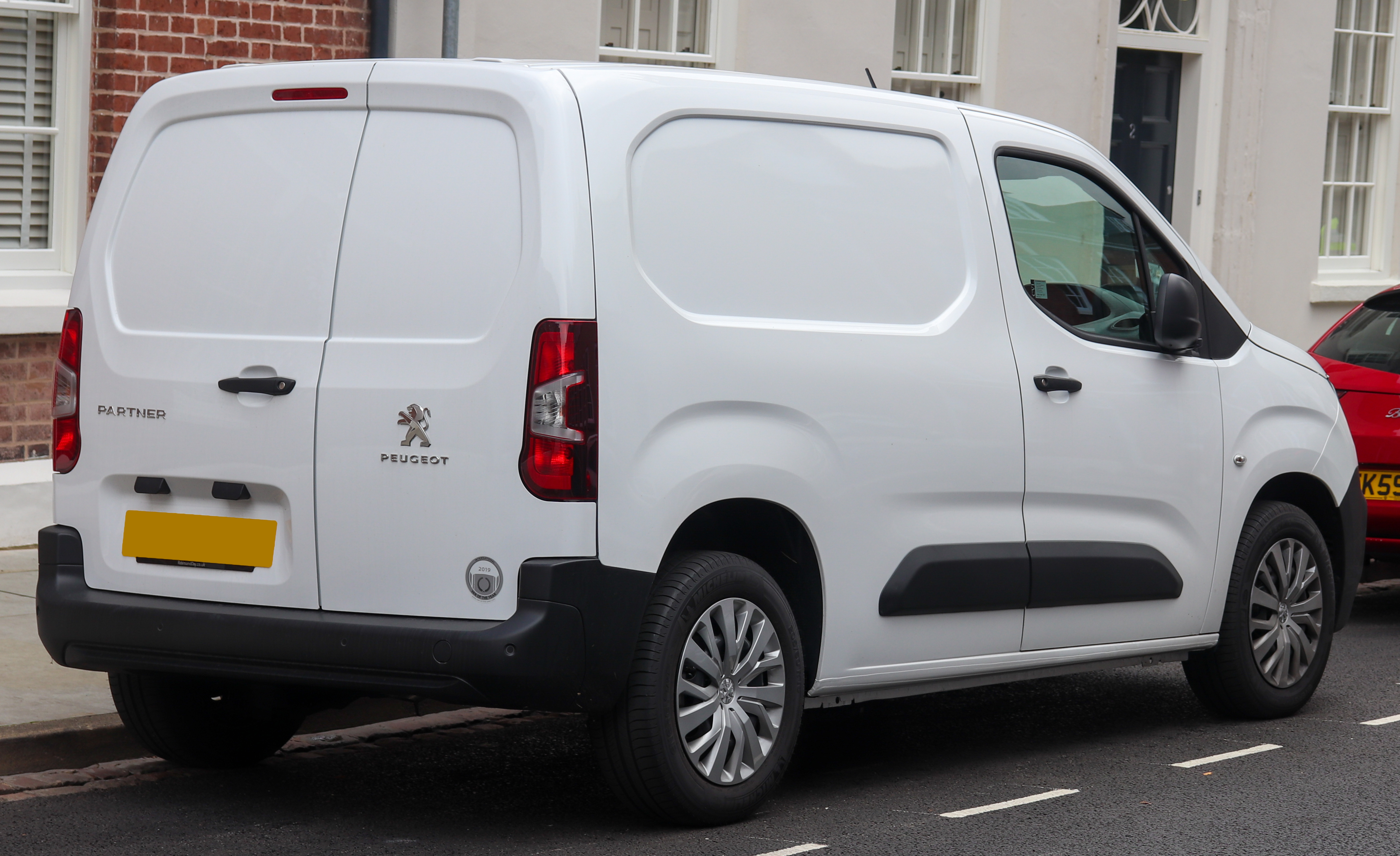
Peugeot Partner III
(з 2018)

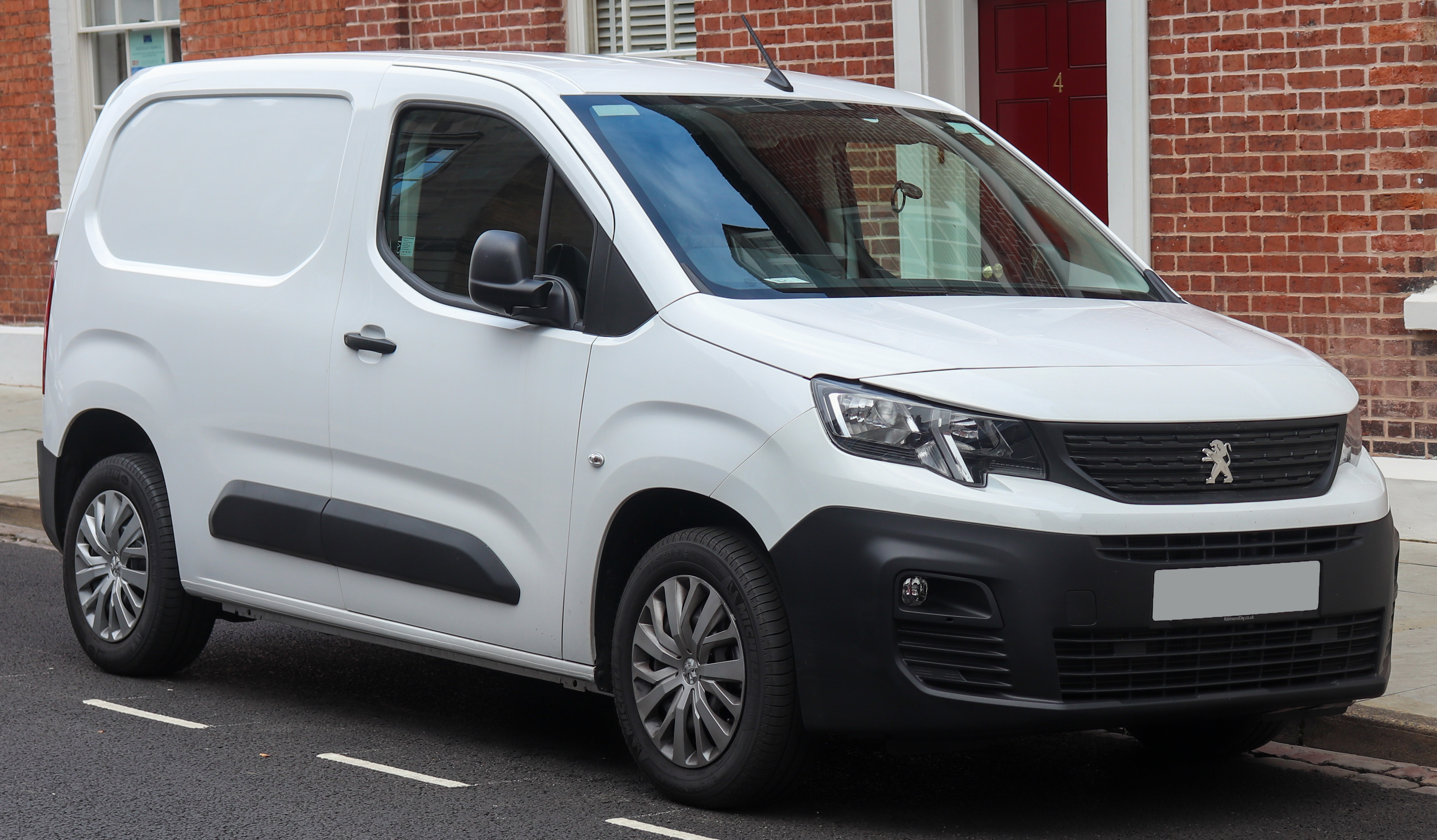
Peugeot Partner III
(з 2018)

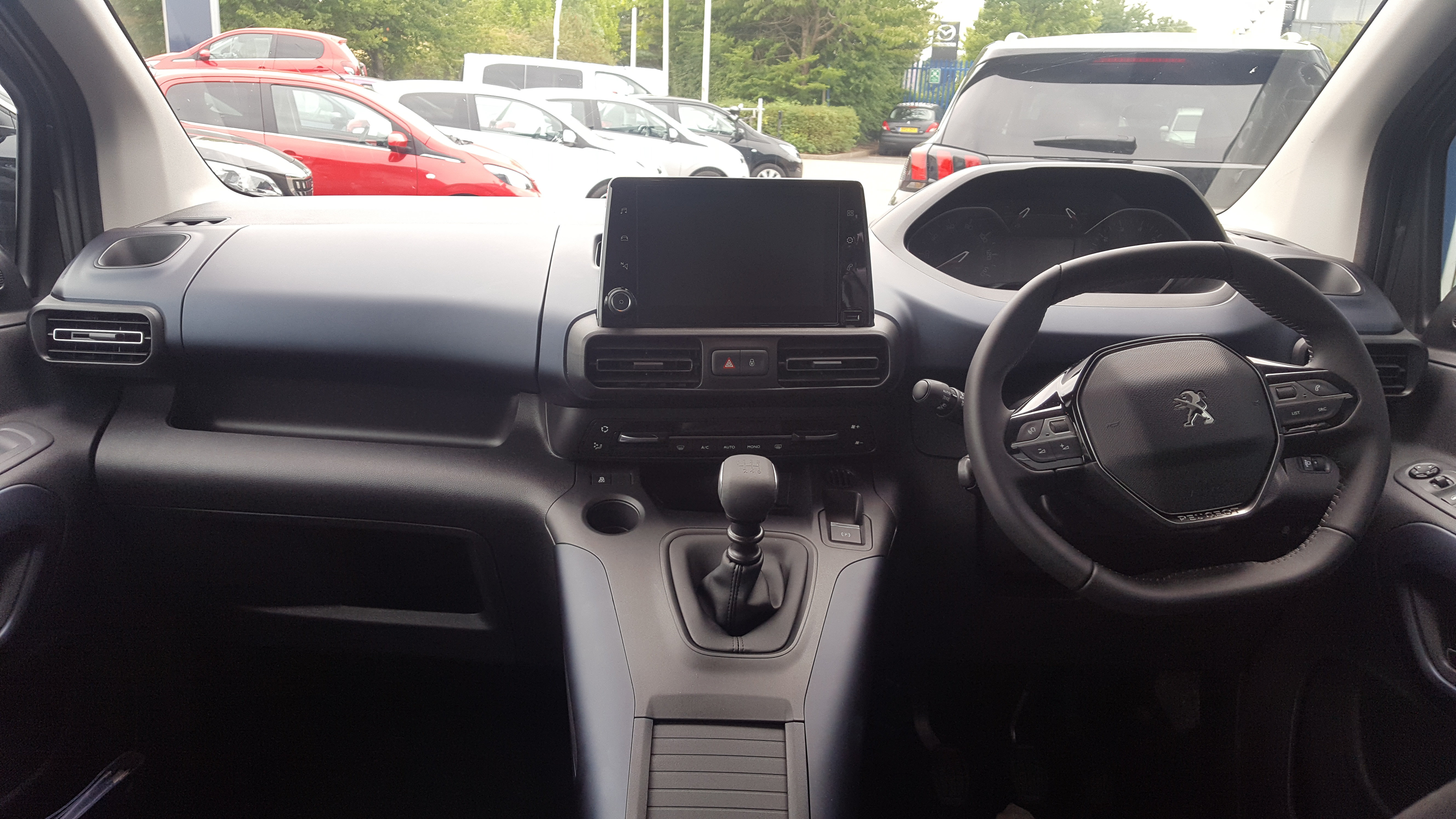

Третє покоління Peugeot Partner представлене в червні 2018 року.
Автомобіль збудовано на платформі PSA EMP2, разом з новими Citroën Berlingo і Opel Combo i Toyota Proace City. Пасажирська версія фургона називається Rifter.
Berlingo запропонований в стандартній 4,4-метровій і подовженій 4,75-метровій версіях. Загальний об'єм вантажного відділення доведений до 4,0 кубометра.
Для Partner запропоновано бензиновий і дизельний двигуни різного ступеня форсування. 1.2-літровий бензиновий PureTech видає 110 або 130 к.с., а 1.5-літровий BlueHDi має потужність в 75, 100 або 130 к.с. Для бензинового 130-сильного мотора надано 8-ступінчастий «автомат» Aisin, для дизеля цієї ж потужності - 6-ступінчаста «механіка» або вказаний «автомат». Для інших двигунів покладена 5-ступінчаста «механіка». Привід - передній.

### e-Partner
e-Partner оснащений тією ж трансмісією, що й більший e-Expert, включаючи електричний тяговий двигун, який розвиває 136 к.с. (100 кВт) і 260 Нм крутного моменту, а також високовольтну літій-іонну батарею. потужністю 50 кВт-год. Це дає ë-Berlingo запас ходу 280 км за їздовим циклом WLTP. Стандартний бортовий зарядний пристрій має максимальну вхідну потужність 7,4 кВт (змінний струм); його можна оновити до 11 кВт (змінного струму) та 100 кВт (постійного струму).

### Двигуни

#### Бензинові
| Двигун           | Об'єм см³ | Потужність к.с. при об/хв | Крутний момент Нм при об/хв | Розміщення і кількість циліндрів | Клапанний механізм/ Кількість клапанів | Розгін (с) 0-100 км/год | Максимальна шидкість км/год | Витрата пального (л/100 км) місто/шосе/середня | Роки виробництва |
| ---------------- | --------- | ------------------------- | --------------------------- | -------------------------------- | -------------------------------------- | ----------------------- | --------------------------- | ---------------------------------------------- | ---------------- |
| 1.2 PureTech 110 | 1199      | 110/5500                  | 205/1500                    | I3                               | DOHC/12                                |                         |                             |                                                | з 2018           |
| 1.2 PureTech 130 | 1199      | 130/5500                  | 230/1750                    | I3                               | DOHC/12                                |                         |                             |                                                | з 2018           |

#### Дизельні
| Двигун          | Об'єм см³ | Потужність к.с. при об/хв | Крутний момент Нм при об/хв | Розміщення і кількість циліндрів | Клапанний механізм/ Кількість клапанів | Розгін (с) 0-100 км/год | Максимальна шидкість км/год | Витрата пального (л/100 км) місто/шосе/середня | Роки виробництва |
| --------------- | --------- | ------------------------- | --------------------------- | -------------------------------- | -------------------------------------- | ----------------------- | --------------------------- | ---------------------------------------------- | ---------------- |
| 1.5 BlueHdi 75  | 1499      | 75/3750                   | 240/1750                    | I4                               | DOHC/16                                |                         |                             |                                                | з 2018           |
| 1.5 BlueHdi 100 | 1499      | 100/3750                  | 260/1750                    | I4                               | DOHC/16                                |                         |                             |                                                | з 2018           |
| 1.5 BlueHdi 130 | 1499      | 130/3750                  | 300/1750                    | I4                               | DOHC/16                                |                         |                             |                                                | з 2018           |

## Продажі
| Рік  | Європа |
| ---- | ------ |
| 2010 | 59.227 |
| 2011 | 63.530 |
| 2012 | 58.284 |
| 2013 | 58.818 |
| 2014 | 65.507 |